# Inugami

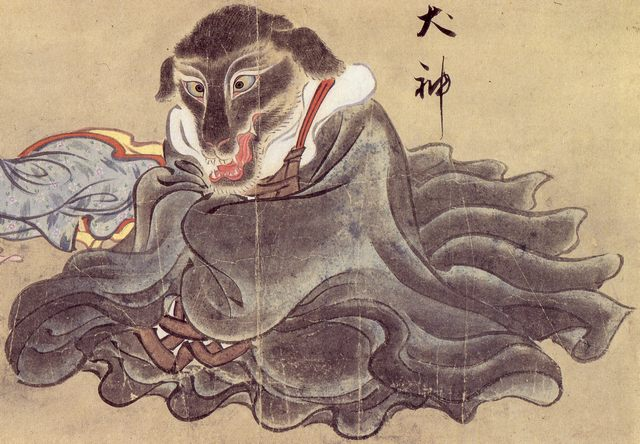
Un inugami come rappresentato da Sawaki Suushi nello Hyakkai Zukan

Nella mitologia giapponese gli inugami (犬神?, inugami, "Cane Divino") sono una classe di shikigami (numi tutelari evocati da un onmyoji) dall'aspetto di, e spesso nati da, un cane, generati generalmente con scopi di vendetta o come guardiani da parte di un inugami-mochi (犬神持ち? "possessore di inugami"). Una volta generati, però, gli inugami sono esseri completamente indipendenti e possono rivoltarsi contro il loro possessore o usare i loro poteri per scopi diversi da quelli previsti. Sono inoltre capaci di possessione demoniaca.

## Generazione
La credenza comune è che per creare un inugami occorra seppellire un cane fino al collo e porre un po' di cibo che non possa raggiungere; ci vorranno giorni perché il cane muoia, e durante questo tempo il padrone ripete al cane come la sua sofferenza sia insignificante in confronto alla propria. Quando il cane muore il suo spirito rinasce come inugami, e poiché il suo ultimo desiderio sarà stato quello di mangiare, il cibo posto intorno al suo corpo servirà a placarlo e a renderlo obbediente.
Secondo una leggenda un'anziana donna, in cerca di vendetta, seppellì il suo cane lasciando la testa fuori, dicendo "se hai un'anima, fai la mia volontà e io ti venererò come un dio" e gli segò la testa con una sega di bambù. Il cane rinacque come inugami ed eseguì i suoi comandi, ma per vendicarsi della sua morte dolorosa perseguitò la donna.
Molti piccoli villaggi giapponesi hanno almeno un'anziana donna che si pensa possieda il potere di inugami-mochi.

## Caratteristiche
Come nella gran parte delle culture anche in Giappone il cane è generalmente visto come un compagno gentile e fedele, feroce verso i nemici del suo padrone; nel folclore giapponese i cani stessi sono considerati creature magiche e secondo una leggenda un tempo sapevano parlare, ma persero questa abilità. Secondo gli Ainu di Hokkaidō, però, i cani sono creature selvagge, pericolose, ma in qualche modo simili agli umani.
Nelle isole Oki gli inugami rivestono il ruolo che nel resto del Giappone si attribuisce alle kitsune; si crede che a un inugami-mochi siano concessi grande fortuna e successo e che i favori che fanno gli siano restituiti con gli interessi. Però gli inugami-mochi sono temuti dalle altre persone e hanno difficoltà a sposarsi; devono anche stare molto attenti a non offendere i loro inugami, perché essi potrebbero infuriarsi e rivoltarsi contro di loro.

## Possessione demoniaca
Per diventare un kami un inugami deve abbandonare il suo originale corpo canino ed esso lentamente si deteriora e infine va in putrefazione come ogni comune cadavere. Se quando la sua missione è conclusa l'inugami non può tornare a occupare il proprio corpo cercherà di trovarne un altro, non di rado quello del suo padrone.
Si dice che essere posseduti da un inugami renda molto forti, fisicamente più robusti e in buona salute, curando ogni malattia precedente; però il posseduto in genere si comporta come un cane.

## Film

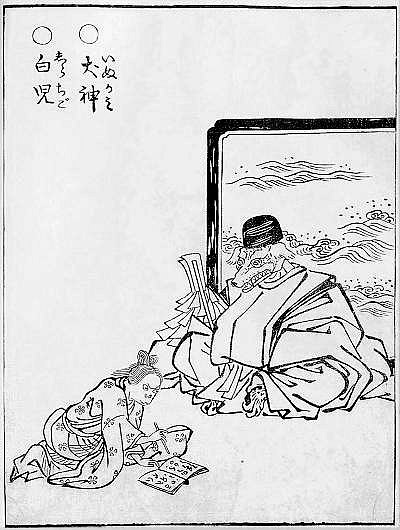
Un inugami in un disegno del Gazu Hyakki Yagyō di Toriyama Sekien

- La famiglia Inugami, in giapponese Inugami-ke no ichizoku, è un film del 1976 diretto da Kon Ichikawa. Il film racconta le vicende della famiglia Inugami subito dopo il termine della Seconda guerra mondiale con la conseguente sconfitta del Giappone.
- Inugami[5], in Italia Inugami - Le divinità maligne è un film del 2001 diretto da Masato Harada. Akira, giovane insegnante di Tokyo, si trasferisce in un villaggio e si invaghisce di Miki, un'artigiana della carta. Akira dovrà confrontarsi con il segreto che la ragazza e la sua famiglia custodiscono: il potere di risvegliare l'inugami.